# Le Bourg-d'Oisans

Le Bourg-d'Oisans este o comună din Franța, situată în departamentul Isère, în regiunea Ron-Alpi. 
Localitatea este situată într-o vale alpină din Masivul Écrins formată la confluența mai multor afluenți ai râului Romanche. Bourg-d'Oisans este o localite turistică, iarn fiind frecventată de practicanți ai sporturilor de iarnă, iar vara fiind foarte frecventată de cicliști amatori și profesioniști. Cățărarea spre Alpe d'Huez, una dintre cele mai celebre cățărări cicliste începe în apropierea localității, astfel că Turul Franței traversează frecvent Bourg-d'Oisans.
1. ↑  répertoire géographique des communes, accesat în 26 octombrie 2015
2. ↑  dataset of postal codes in France, 1 octombrie 2018